# Мероморфна функция
Мероморфна функция е функция на комплексни променливи в дадена област {\displaystyle D^{n}\in \mathbb {C} ^{n}}, която може да се представи локално като частно на две холоморфни функции (със знаменател различен от нула). Мероморфните функции са явяват обобщение на рационалните функции. Еквивалентно меромофна функция може да се дефинира като функция, която е холоморфна в {\displaystyle D^{n}\,} с изключение на изброимо много изолирани особености – полюси. Съгласно теоремата на Миттаг-Лефлер винаги може да се построи мероморфна функция (върху комплексна равнина) с предварително зададени полюси.